# Stuart Dutamby
Stuart Dutamby (Saint-Germain-en-Laye, 24 aprile 1994) è un velocista francese, vincitore della medaglia d'argento agli europei di Amsterdam 2016 nella staffetta 4×100 metri, corsa con i connazionali Marvin René, Mickaël-Méba Zeze e Jimmy Vicaut.

## Palmarès
| Anno | Manifestazione   | Sede           | Evento      | Risultato  | Prestazione | Note                                     |
| ---- | ---------------- | -------------- | ----------- | ---------- | ----------- | ---------------------------------------- |
| 2015 | Europei under 23 | Tallinn        | 200 m piani | 5º         | 20"89       |                                          |
| 2015 | Europei under 23 | Tallinn        | 4×100 m     | Oro        | 39"36       |                                          |
| 2016 | Europei          | Amsterdam      | 100 m piani | Semifinale | 10"26       |                                          |
| 2016 | Europei          | Amsterdam      | 4×100 m     | Argento    | 38"38       | Miglior prestazione personale stagionale |
| 2016 | Giochi olimpici  | Rio de Janeiro | 4×100 m     | Batteria   | 38"35       | Miglior prestazione personale stagionale |
| 2017 | World Relays     | Nassau         | 4×100 m     | 5º         | 39"83       |                                          |
| 2017 | Mondiali         | Londra         | 4×100 m     | 5º         | 38"48       |                                          |
| 2018 | Europei          | Berlino        | 200 m piani | Semifinale | dns         |                                          |
| 2018 | Europei          | Berlino        | 4×100 m     | 4º         | 38"51       |                                          |
| 2019 | World Relays     | Yokohama       | 4×100 m     | 5º         | 38"31       | Miglior prestazione personale stagionale |